# Gonzalo Norberto Pavone
Gonzalo Norberto Pavone (Tres Sargentos, 14 luglio 1977) è un ex calciatore argentino, di ruolo attaccante.

## Biografia
Anche suo fratello minore Mariano è un calciatore professionista.

## Carriera
Tra il 1997 ed il 1998 ha giocato 7 partite nella massima serie argentina con la maglia dell'Estudiantes (LP), società di cui dopo è stato tesserato anche da gennaio a luglio del 2001, dopo aver militato in prestito sempre in patria con Defensa y Justicia e Banfield (con cui ha ottenuto una promozione dalla terza alla seconda serie argentina); in seguito ha fatto parte della rosa dell'Arsenal Sarandì, mentre da gennaio 2002 al termine della stagione 2001-2002 ha giocato in Serie C1 con la maglia della Lodigiani, con cui in 9 presenze non ha segnato nessun gol. Nella stagione 2002-2003 ha giocato ancora in Serie C1, con il Taranto, con cui non è mai sceso in campo in partite ufficiali; a gennaio del 2003 è tornato in patria a giocare con l'Independiente Rivadavia. Dal 2003 al 2005 ha militato nella terza serie spagnola nell'Extremadura, con cui nell'arco del biennio ha segnato in totale 22 reti in 61 partite di campionato. Nella stagione 2005-2006 ha giocato nella medesima categoria con la Ponferradina, segnando 6 reti in 36 presenze ed ottenendo la promozione in seconda serie al termine dei play-off; nella stagione 2006-2007 ha nuovamente militato in Spagna, sempre in terza serie, cambiando squadra a gennaio: ha segnato una rete in 19 partite nel Logroñés e giocato 10 partite senza mai segnare nell'Albacete. Infine, nella stagione 2007-2008 ha realizzato 3 reti in 22 presenze con la maglia del Puertollano, per poi a fine stagione tornare in patria per giocare con l'All Boys, con la cui maglia ha giocato 10 partite nella seconda serie argentina, senza mai segnare. Dopo una seconda breve esperienza in Spagna nel Don Benito (con cui ha giocato nella quarta serie locale) è tornato in Argentina a giocare in varie squadre in serie minori.